# Parque Municipal do Sítio das Fontes

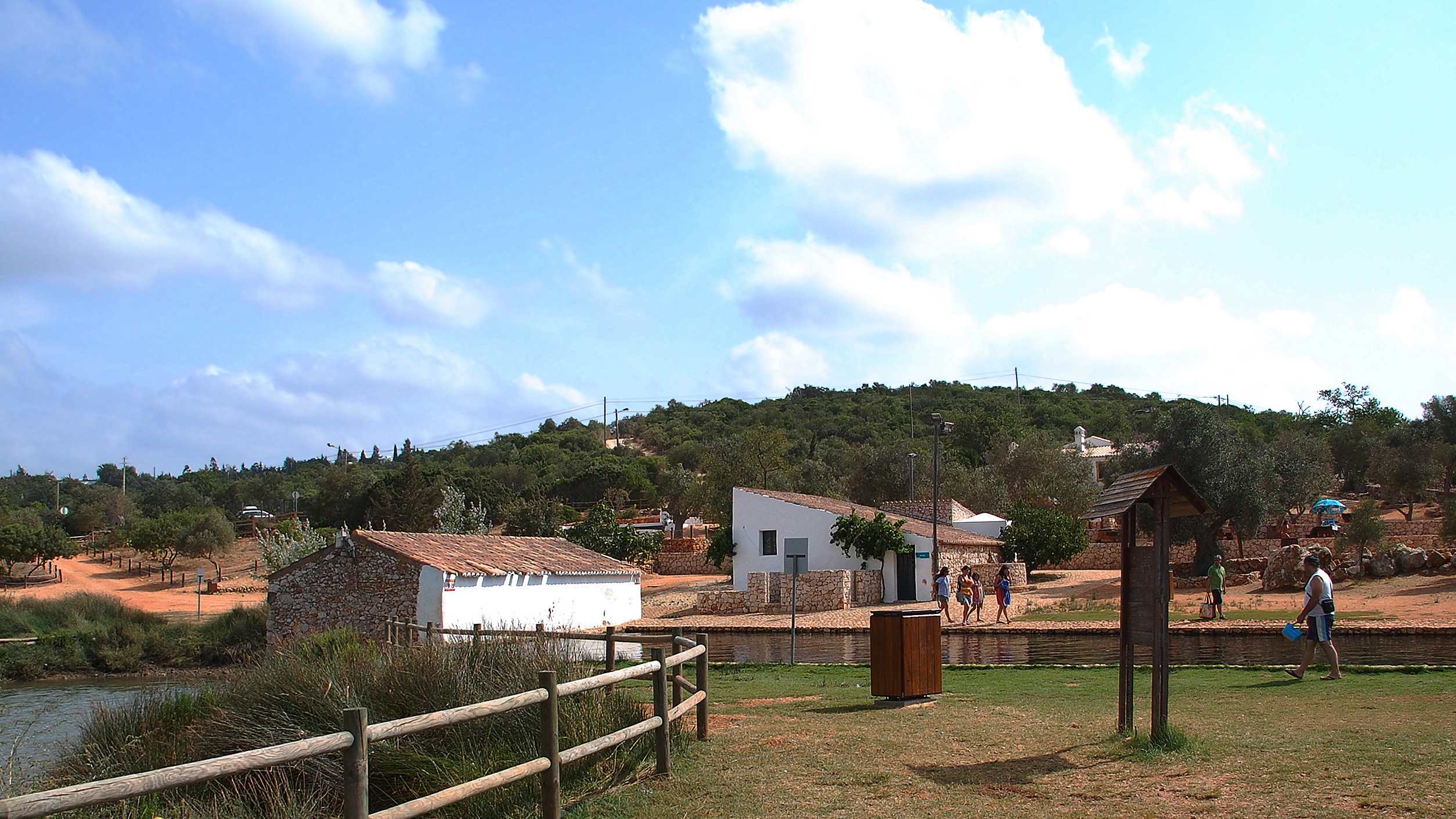
Sítio das Fontes

O Parque Municipal das Fontes, Fontes de Estômbar ou Sítio das Fontes, oficialmente Parque Municipal do Sítio das Fontes, localiza-se no início e ao longo das margens de um esteiro da margem esquerda do Rio Arade, na localidade de Eira Alta, perto da vila de Estômbar, Município de Lagoa.
É um terreno com cerca de 18 ha (180.000 m²) e um local vasto de ecossistemas onde reina o convivio com a Natureza. Essencialmente procurado para a prática de piqueniques, este parque vê o Rio Arade passar por si vindo de Silves em direcção ao Atlãntico.
Neste parque existe um moinho de maré recuperado que pode ser visitado, uma casa Algarvia reconstruída, um anfiteatro ao ar livre e um percurso para a prática de exercício físico e uma lagoa que se forma com a água das fontes, onde se pode tomar banho.
É também importante do ponto de vista histórico-cultural porque ali se encontram vestígios de actividades humanas que datam de tempos remotos. Os dois moinhos de água são os testemunhos mais eloquentes dessa actividade humana. A antiguidade de pelo menos um deles está documentada no "Livro do Almoxarifado de Silves", do Século XV, que se refere a uma"(…) açenha das fontes em que fez Vicente Pirez huu moynho (…)".
É assim que, dada a sua beleza natural e importância ecológica, a existência de várias nascentes de grande caudal e o património histórico-cultural, tem sido tradicionalmente utilizado pelas populações locais para actividades de lazer, comemoração de datas festivas e contacto com a natureza.